# 仙劍奇俠傳 (電視劇)
《仙剑奇侠传》是一部2005年首播的仙侠题材的古装偶像剧，改编自台湾大宇资讯公司旗下狂徒创作群开发的同名单机游戏《仙剑奇侠传》和其衍生漫画。该剧由云南电视台和上海影视有限公司联合出品，唐人影视参与制作，总导演李国立。由胡歌、刘亦菲、安以轩、刘品言、彭于晏领衔主演。全剧讲述余杭镇盛渔村出身的男主人公李逍遥因机缘巧合结识流落中原的南诏公主赵灵儿，在护送其回苗疆寻母的旅途中斩妖除魔、历经艰险，最终合力击败控制南诏国的拜月教主，解救了国家和人民。
作为中國第一部根据电脑游戏改编的电视剧，本剧于2004年2月8日在浙江横店影视城正式开机拍摄，同年5月中旬杀青关机。
2005年1月24日，本剧先在台湾中视数位台八点档率先开播，中國大陆则于同年1月31日在上海电视台电视剧频道和重庆电视台影视频道全国首播。由于广电总局对游戏类节目的限制，本剧直到2007年年中才拿到上星许可证，2008年1月26日在河北卫视黄金档上星播出。

## 劇情大綱
李逍遙原本是個平凡少年，和相依為命的嬸嬸一起經營小客棧。但有天嬸嬸突然生了重病，大夫表示無藥可救，焦急的他聽從下榻在客棧中苗人的建議，前往仙靈島找解藥，遇到了趙靈兒，並與她成親，豈料苗人為了奪回其實是南詔國公主的靈兒，血洗仙靈島，李逍遙受趙靈兒的姥姥(非親生祖母)死前之託，陪伴靈兒回故鄉南詔國。仗著酒劍仙教他的幾招劍法，逍遙踏上了這趟險阻重重的旅程，也開始了他一段接著一段波瀾壯闊的冒險與奇遇。
在這趟旅程中，逍遙和靈兒來到蘇州城，分別遇見了林月如及新科狀元劉晉元，後來李逍遙誤上了林家的比武招親擂台，打敗了林月如，因此被林月如的父親-南武林盟主林天南認定是月如的終身對象，趙靈兒也因此事心緒不寧，後來意外現出真身，不得暫時離開逍遙，逍遙為了尋找靈兒，離開林家，並與月如結伴同行，一番波折之後雖然找回靈兒，但因為各種因素及外力介入，靈兒與他們分分合合，但大致上他們一路克服強敵、斬妖除魔，而微妙的情愫，也在他們之間滋長。
隨著拜月教的威脅越來越近，情勢也愈趨險峻！靈兒先是被獨孤劍聖關進了鎖妖塔，身受重傷、生命垂危；和逍遙一同去鎖妖塔拯救靈兒的月如，犧牲了自己。逍遙忍住失去月如的傷痛，帶著靈兒來到南詔國，找尋唯一能救靈兒的鳳凰蛋與火麒麟角。這回，逍遙將與拜月教主正面交鋒，而靈兒撲朔迷離的身世，也逐漸揭曉……

## 角色列表
| 演員                | 角色             | 備註 |
| 胡歌                | 李逍遙           | 男主角，在仙靈島上求藥的過程中結識趙靈兒並成親，又在蘇州城比武招親里勝了林月如，與兩位女主角產生難以割捨的複雜戀情。 |
| 胡歌                | 蒙面人           | 穿越回十年前的李逍遥，以蒙面人的身份出现。 |
| 劉亦菲 童年：徐莉   | 趙靈兒           | 南詔國公主 李逍遙妻子 巫后青兒與巫王唯一的親生女兒 與母親都是女媧後人 |
| 安以軒              | 林月如           | 蘇州城武林盟主林天南之女 喜歡李逍遙 在比武招親時輸給李逍遙。後來隨李逍遙一路尋找趙靈兒 最後犧牲了自己。 |
| 劉品言 童年：蔣俐瑋 | 阿奴             | 酒劍仙、聖姑之女，南蠻名義上之女 從小就和靈兒玩在一塊，為白苗族族長之女。一線牽(尾指)唐鈺、(無名指)趙靈兒、(中指)酒劍仙。愛玩又貪吃，為了要拜月教主救唐鈺，吃了拜月教主給的藥成為傀儡，先把唐鈺的手砍傷且殺了親生父親，後刺傷唐鈺的左胸時被唐鈺說了一句話才醒，之後到拜月教才發現自己做了傷人的事，最後與唐鈺用吊墜並化為比翼鳥。 |
| 彭于晏              | 唐鈺             | 石長老的義子，喜歡阿奴，因為阿奴的關係而失去了雙臂，最後與阿奴用吊墜並化為比翼鳥。 |
| 王祿江              | 劉晉元           | 阿七，喜歡表妹林月如。整齣戲的心靈導師，專門解惑。上到天皇老子下到妖魔鬼怪，皆能無所不談。 |
| 謝君豪              | 莫一兮           | 蜀山仙劍派門人，李逍遙的授藝恩師，放蕩，瀟灑，不受拘束，豪爽正氣 阿奴之父，得知阿奴在拜月教的手上，為了要救阿奴與李逍遙、南將軍一同對抗拜月教，後被遭拜月教控制的阿奴一刀砍死。 |
| 孫莉                | 巫后（林青兒）     | 南詔國王后 趙靈兒的母親 女媧後裔，原是白苗族大祭司；拜月教主假借巫是妖怪嫁禍給她。 |
| 張茜                | 彩依             | 劉晉元(阿七)的內人。劉晉元早已知道彩依是蝶精，而且不願彩依耗其元神來救他，於是故意對彩依連連發怒、趕其離去(出於善意)。因劉晉元博大的愛，最後用千年修為的內丹延續他十年壽命後變回蝴蝶離去。 |
| 徐錦江              | 石人             | 拜月教主，石長老的義子，小時候因為石長老不通人情的個性及曾經說要殺了自己，認為世界上沒有所謂的愛，是會破壞南詔國非普通人的感情與生命的魔頭。 |
| 譚耀文              | 姜明             | 天資聰穎，被當時的掌門姜絕之認為是下一任掌門，因愛上妖狐女苑被掌門姜絕之趕入鎖妖塔，最後與女苑一起死於鎖妖塔內。死後進入妖道將進入鎖妖塔內的師兄弟全數殺盡，他的遊魂一直在鎖妖塔裏徘徊，被劍聖(殷若拙)以李逍遙爲媒附身加以開導，最終靈魂得到解脫，重歸輪回。                                                                      |
| 鄭佩佩              | 姥姥             | 趙靈兒的親人，跟靈兒及幾位仙女一同在仙靈島居住，保護靈兒並把她撫養長大，遇到李逍遙後知道十年前在南詔國是李逍遙救她和靈兒，決定要李逍遙娶趙靈兒為妻。 |
| 郭亮                | 殷若拙           | 蜀山派掌門、酒劍仙同門師兄，年輕時與青兒有段感情，得知趙靈兒是女媧後人，但還是把靈兒封入鎖妖塔，費盡心思點化與感召靈兒與逍遙。 |
| 黃智賢              | 巫王（趙燁）     | 南詔國王上 林青兒之夫 趙靈兒的父親 |
| 李麗珍              | 聖姑（旻淵清）   | 林青兒的師姐 阿奴的親生母親。 |
| 傅芳玲              | 姬三娘           | 因長得像李逍遙的娘親，李逍遙悄悄跟蹤並且接觸。為了保留相公的遺體需要龐大錢財而成為一位女飛賊到處偷金銀財寶，並陷害李逍遙及林月如為女飛賊。最後被李逍遙所感動，祝福李逍遙能見到他真正的母親，後被發配邊疆服勞役五年。 |
| 李燦森              | 王小虎           | |
| 張芯瑜              | 香蘭             | |
| 曾之喬              | 秀蘭             | |
| 楊昆                | 李芙蓉（李大嬸） | 李逍遙的嬸嬸，含辛茹苦將李逍遙養大，儘管表面上對逍遙十分兇悍，但內心對他深藏一份慈愛。 |
| 蔣欣                | 狐妖女苑         | 實際上是妖狐的化身，最後與姜明一起死於鎖妖塔內。 |
| 蔣欣                | 姜婉兒           | 姜明與狐妖女苑之女。 |
| 鄧立民              | 石長老（石公虎） | 黑苗族忠心耿耿的老臣。唐鈺、石傑人的義父。原本是一位不通人情的人，但後來領悟到所謂的和平，並於十九集的最後答應趙靈兒回南詔國之後不再打戰。於第二十集被拜月教主施咒，交代後事後在唐鈺面前化為灰燼。 |
| 王蕾                | 南蠻娘（三畏）   | |
| 周嵐                | 韓夢慈           | |
| 楊旻娜              | 狐妖             | |
| 周德華              | 智修（小石頭）   | |

## 與遊戲中的差異
| 情節                             | 遊戲 | 電視劇 |
| -------------------------------- | --- | --- |
| 開場                             | 李逍遙的夢 | 十年前南詔國的情況 |
| 仙靈島的機關                     | 需踩著荷花來到達石像的位置 石像不會動 | 打破6個石像後才踩著荷花, 通過機關 石像會動且會在樹林中攻擊入侵者 |
| 李逍遙在仙靈島上遇見趙靈兒和姥姥 | 都沒認出 | 趙靈兒和姥姥一眼就認出李逍遙 |
| 李逍遙家中的秘道                 | 由李逍遙造 | 由李大嬸造 |
| 酒劍仙                           | 仙三外传稱司徒鍾 | 莫一兮 |
| 劍聖                             | 仙三外传稱獨孤宇雲 | 殷若拙 |
| 阿奴的身世                       | 是白苗族長南蠻王的親生女兒 | 南蠻王名義上的女兒，其實是酒劍仙跟聖姑的私生女，且電視版的聖姑比遊戲上還要年輕 |
| 阿奴喜歡的人                     | 李逍遙 | 唐鈺 |
| 唐鈺                             | 白苗族男子，在遊戲裡只有路人的戲份，喜歡著阿奴 | 電視版加重其戲份，還改成是石長老的義子，最後跟阿奴化為比翼鳥、長相廝守 |
| 苗族                             | 遊戲分成巫王統治的黑苗族、巫后出身的白苗族，且兩族紛爭激烈 | 電視版濃縮成只有一國的「南詔」(原本只是黑苗族的首都)，且不分黑白兩族，而代替兩族爭鬥的戲碼變成是「拜月教」跟「反拜月教」的內鬥 |
| 隱龍窟蛇妖所擄的民女、白河村村民 | 遊戲中只是逍遙等人一路上遇見的平常百姓 | 電視版改成是拜月教徒所偽裝的 |
| 石長老之死                       | 遊戲中是與蓋羅嬌等白苗族族人的戰鬥中，以赤血毒焰自爆而死 | 電視版改成是因遭到義子拜月教主暗算,交代後事後在唐鈺面前自爆而死 |
| 劉晉元與彩依                     | 劉晉元誤會彩依餵他服藥是要害他，所以對彩依保持戒心和發怒。後來彩依用內丹延續他十年壽命變回蝴蝶離去，劉晉元始終不知                                                                       | 劉晉元早已知道彩依是蝶精，而且不願彩依耗其元神來救他，於是故意對彩依連連發怒、趕其離去(出於善意)。後來彩依用內丹延續他十年壽命變回蝴蝶離去，劉晉元轉醒後馬上領悟到、開始黯傷起來。                                                         |
| 劍聖將趙靈兒打入鎖妖塔的理由     | 劍聖將靈兒當成妖物，並誤會她傷人，於是收服、禁錮在鎖妖塔起來 | 劍聖知道靈兒是女媧後人，將她關在鎖妖塔是為了幫助她切斷跟李逍遙之間的情緣，以好讓靈兒完成女媧族的宿命 |
| 酒劍仙、劍聖、巫后、聖姑之間的關係 | 酒劍仙、劍聖二人跟巫后在遊戲裡完全沒有任何交集，劍聖跟聖姑也純粹是江湖上的舊識。酒劍仙則跟聖姑都沒有碰頭過，更沒有什麼感情戲碼，而且聖姑在遊戲裡年紀很大                                   | 電視改編成劍聖跟巫后經歷過一段愛情旅程，並讓兩人領悟到自己的「道」。酒劍仙則愛慕著巫后卻沒有結果，但卻跟聖姑產生情愫，經歷了一夜之情生下了阿奴。                                                                                               |
| 酒劍仙的下落                     | 鎖妖塔倒榻後，依舊留在蜀山上 | 跟李逍遙等人一同參與反拜月教的活動，最後被受拜月教主控制的阿奴突襲致死 |
| 鎖妖塔                           | 李逍遙闖塔期間結識了天鬼皇，後來還擊敗守護者鎮獄明王，還將支撐塔的七龍柱擊毀使其倒榻 | 天鬼皇、鎮獄明王的戲碼完全被刪除，而鎖妖塔的倒榻也改成是拜月教主所為 |
| 姜太師叔                         | 仙二稱姜清。因與魔尊之女月柔霞相戀，一同畏罪逃入鎖妖塔。後來李逍遙爲救妻子趙靈兒，在塔中與姜清死靈交手，姜清才從自責中解脫出來。並與月柔霞生有一女姜婉兒，即是仙二中仙霞派掌門人清柔師太 | 姜明。 與狐妖女苑相戀.當女苑被掌門發現真實身份後，欲將她投入鎖妖塔。姜明含恨背棄一切，抱著最心愛的女子逃入塔中，也殺了追來的師兄弟。 他死後，遊魂就在鎖妖塔裏徘徊.其後被劍聖(殷若拙)以李逍遙爲媒附身加以開導，最終靈魂得到解脫，重歸輪回。 |
| 拜月教主                         | 李逍遙回到十年前的情節中，從一名黑苗族NPC口中得知姓楊，名字不詳 | 名字為石傑人，而且改成曾為石長老的義子 |
| 悲劇結局                         | 原版為趙靈兒犧牲，林月如暫時復活；2001年的復刻版本《新仙劍奇俠傳》中，有兩種隱藏結局，分別是趙靈兒或林月如復活，繼續與李逍遙、李憶如生活下去                                             | 沒有復活，留下李逍遙一人 |

## 電視原聲帶
| 曲目 | 曲名                | 作曲   | 作詞            | 演唱     | 類型           |
| ---- | ------------------- | ------ | --------------- | -------- | -------------- |
| 1.   | 永恆的记憶 (殺破狼) | 麥振鴻 |                 |          | 演奏曲         |
| 2.   | 終於明白            | 徐光義 | 徐光義、 王美蓮 | 動力火車 | 片尾曲         |
| 3.   | 逍遙嘆              | funck  | funck           | 胡歌     | 插曲           |
| 4.   | 殺破狼              | 陳忠義 | 陳忠義          | JS       | 片頭曲         |
| 5.   | 花與劍              | 陳忠義 | 陳綺萱          | JS       | 插曲           |
| 6.   | 一直很安靜          | 蔡如岳 | 方文山          | 阿桑     | 插曲           |
| 7.   | 六月的雨            | 薛永嘉 | 薛永嘉          | 胡歌     | 插曲           |
| 8.   | 紅色蒲公英          | 麥振鴻 |                 |          | 六月的雨演奏曲 |
| 9.   | 莫失莫忘            | 麥振鴻 |                 |          | 逍遙嘆演奏曲   |
| 10.  | 讓愛                | 麥振鴻 |                 |          | 六月的雨演奏曲 |
| 11.  | 君莫悲              | 麥振鴻 |                 |          | 演奏曲         |
| 12.  | 無悔光陰            | 麥振鴻 |                 |          | 演奏曲         |
| 13.  | 繼續奮戰            | 麥振鴻 |                 |          | 演奏曲         |

## 電視原創音樂
隨2005年3月22日發售的“慶功珍藏版”電視劇原聲帶附送。購買之前版本原聲帶的顧客，亦可通過影印舊版原聲帶包裝封面來寄換獲得此配樂CD。
| 曲目 | 曲名           | 作曲   | 類型 |
| ---- | -------------- | ------ | ---- |
| 1.   | 大地之母       | 麥振鴻 | 配樂 |
| 2.   | 妖域           | 麥振鴻 | 配樂 |
| 3.   | 桃花島         | 麥振鴻 | 配樂 |
| 4.   | 女媧之後       | 麥振鴻 | 配樂 |
| 5.   | 拜月           | 麥振鴻 | 配樂 |
| 6.   | 仙劍奇緣       | 麥振鴻 | 配樂 |
| 7.   | 莫失莫忘       | 麥振鴻 | 配樂 |
| 8.   | 千里姻緣一線牽 | 麥振鴻 | 配樂 |
| 9.   | 快樂逍遙       | 麥振鴻 | 配樂 |
| 10.  | 蓮花池         | 麥振鴻 | 配樂 |
| 11.  | 人間精靈       | 麥振鴻 | 配樂 |
| 12.  | 酒醉三分醒     | 麥振鴻 | 配樂 |
| 13.  | 魔與道         | 麥振鴻 | 配樂 |
| 14.  | 淌血的心       | 麥振鴻 | 配樂 |
| 15.  | 姜氏孤兒       | 麥振鴻 | 配樂 |
| 16.  | 比翼鳥         | 麥振鴻 | 配樂 |
| 17.  | 時空之鑰       | 麥振鴻 | 配樂 |
| 18.  | 愛的世界       | 麥振鴻 | 配樂 |

## 工作人員
- 总導演：李国立
- 導演：吳錦源　麥貫之　梁勝權　于建福　苏娟　刘阳
- 编剧：黃浩然　鍾正龍　鄧力奇　陶海　王远　阎虹宇　阎振华
- 制片人：裘立新　徐晓方　蔡艺侬
- 製作人：李國立
- 監製：丁培鋼
- 製片主任：曾皓文
- 統籌：小玲
- 美術：何劍聲ㄙ

## 反響
2005年，該劇在地方台播出後獲得了11.3%的平均收視率，2006年4月，該劇以5.775%的收視率入選第2屆電視劇風雲盛典收視率50強名單，排名第12名，2008年，該劇在河北衛視上星播出後，以最高4.6%，平均3.8的收視份額，超越往常收視近130%，並在兩個月內於同一黃金時間段重複播放三次，2010年，該劇在貴州衛視黃金檔播出時，全國網收視破1，大宇資訊特意為電視劇修改遊戲程式支援Microsoft Windows XP SP2，以電視劇主角人物重新包裝，出版了《新仙劍奇俠傳-電視劇紀念XP版》。同月，電視劇的音像製品由中凱文化代理開始發售。
觀眾對該劇的評價褒貶不一，有觀點認為部分人物的形象及背景設定變得面目全非，遠遠比不上遊戲《仙劍奇俠傳》，因為它的演員和情節實在讓仙劍迷們大失所望，甚至有人說電視劇完全沒把“情”字體現出來。同時也有觀點認為這些人物的心理，形象及背景的改動卻是恰到好處，是遊戲《仙劍奇俠傳》的昇華和再次創作，對原作有比較大的突破。音樂製作人麥振鴻先生為仙劍電視劇製作的配樂受到了該劇推崇者們的一致好評，遊戲《仙劍奇俠傳四》也選用了其中數首作為遊戲音樂，為仙劍電視劇的一個亮點。

## 其它相關產品
- DVD
- 紀念版電腦遊戲
- 電視小說 ISBN 957803508X
- 電視寫真書 ISBN 986745927X

## 作品的變遷
| 台灣 中視綜藝台 星期一至五 20:00 - 21:00 | 台灣 中視綜藝台 星期一至五 20:00 - 21:00 | 台灣 中視綜藝台 星期一至五 20:00 - 21:00 |
| ---------------------------------------- | ---------------------------------------- | ---------------------------------------- |
|                                          | 仙劍奇俠傳 （2013.03.18 - 2013.05.03）   |                                          |
| 如來神掌 （2012.09.30 - 2012.12.08）     | 就想賴著妳 （2012.12.13 - 2013.01.08）   |                                          |

| 台灣 中視主頻 星期一至五 11:00 - 12:00      | 台灣 中視主頻 星期一至五 11:00 - 12:00          | 台灣 中視主頻 星期一至五 11:00 - 12:00 |
| ------------------------------------------- | ----------------------------------------------- | -------------------------------------- |
|                                             | 仙劍奇俠傳 （2015.11.16 - 2015.12.31）          |                                        |
| 美人關 （重播） （2015.10.06 - 2015.11.13） | 主君的太陽 （重播） （2016.01.01 - 2016.02.04） |                                        |